# Daniel Bacher
Daniel Bacher (Innsbruck, 17 de diciembre de 2004) es un deportista austríaco que compite en esquí acrobático, especialista en la prueba de  big air. Consiguió una medalla de bronce en los X Games de Invierno Aspen 2024.

## Medallero internacional
| \| X Games de Invierno \| X Games de Invierno \| X Games de Invierno \| X Games de Invierno \| \| Año \| Lugar \| Medalla \| Prueba \| \| ------------------- \| ---------------------- \| ------------------- \| ------------------- \| \| 2024 \| Aspen (Estados Unidos) \| Medalla de bronce \| Big air \| |                        |                   |         |
| X Games de Invierno |                        |                   |         |
| Año | Lugar                  | Medalla           | Prueba  |
| 2024 | Aspen (Estados Unidos) | Medalla de bronce | Big air |